# خورنگگی
خورنگگی (به لهستانی:  Hornigi) یک روستا در لهستان است که در گمینا وارکا واقع شده‌است. خورنگگی ۱۰۰ نفر جمعیت دارد.